# American Hockey League 1983-1984
La stagione 1983-1984 è stata la 48ª edizione della American Hockey League, la più importante lega minore nordamericana di hockey su ghiaccio. Il calendario della stagione regolare fu composto da 80 partite e vennero introdotti due nuovi premi, l'Aldege "Baz" Bastien Memorial Award per il miglior portiere e il Jack A. Butterfield Trophy per l'MVP dei playoff. La stagione vide al via tredici formazioni e al termine dei playoff i Maine Mariners conquistarono la loro terza Calder Cup sconfiggendo i Rochester Americans 4-1.

## Stagione regolare

### Classifiche
North Division
|  | Pos. | Squadra               | Pt | G  | V  | S  | N  | GF  | GS  | DR   |
|  | ---- | --------------------- | -- | -- | -- | -- | -- | --- | --- | ---- |
|  | 1.   | Fredericton Express   | 95 | 80 | 45 | 30 | 5  | 340 | 262 | +78  |
|  | 2.   | Adirondack R. Wings   | 88 | 80 | 37 | 29 | 14 | 344 | 330 | +14  |
|  | 3.   | Maine Mariners        | 77 | 80 | 33 | 36 | 11 | 310 | 312 | -2   |
|  | 4.   | Nova Scotia Voyageurs | 75 | 80 | 32 | 37 | 11 | 277 | 288 | -11  |
|  | 5.   | Moncton Alpines       | 72 | 80 | 32 | 40 | 8  | 251 | 278 | -27  |
|  | 6.   | Sherbrooke Jets       | 49 | 80 | 22 | 53 | 5  | 301 | 419 | -118 |

South Division
|  | Pos. | Squadra               | Pt  | G  | V  | S  | N  | GF  | GS  | DR  |
|  | ---- | --------------------- | --- | -- | -- | -- | -- | --- | --- | --- |
|  | 1.   | Baltimore Skipjacks   | 102 | 80 | 46 | 24 | 10 | 384 | 304 | +80 |
|  | 2.   | Rochester Americans   | 94  | 80 | 46 | 32 | 2  | 363 | 300 | +63 |
|  | 3.   | St. Catharines Saints | 92  | 80 | 43 | 31 | 6  | 364 | 346 | +18 |
|  | 4.   | Springfield Indians   | 84  | 80 | 39 | 36 | 6  | 344 | 340 | +4  |
|  | 5.   | New Haven Nighthawks  | 76  | 80 | 36 | 40 | 4  | 365 | 371 | -6  |
|  | 6.   | Binghamton Whalers    | 70  | 80 | 33 | 43 | 4  | 359 | 388 | -29 |
|  | 7.   | Hershey Bears         | 66  | 80 | 28 | 42 | 10 | 320 | 384 | -64 |

Legenda:

      Ammesse ai Playoff
Note:

Due punti a vittoria, un punto a pareggio, zero a sconfitta.

### Statistiche
Classifica marcatori
| Giocatore         | Squadra               | PG | Gol | Assist | Punti |
| ----------------- | --------------------- | -- | --- | ------ | ----- |
| Claude Larose     | Sherbrooke Jets       | 80 | 53  | 67     | 120   |
| Murray Eaves      | Sherbrooke Jets       | 78 | 47  | 68     | 115   |
| Mike Kaszycki     | St. Catharines Saints | 72 | 39  | 71     | 110   |
| Bruce Boudreau    | St. Catharines Saints | 80 | 47  | 62     | 109   |
| Ross Yates        | Binghamton Whalers    | 68 | 35  | 73     | 108   |
| Mal Davis         | Rochester Americans   | 71 | 55  | 48     | 103   |
| Mark Lofthouse    | New Haven Nighthawks  | 79 | 37  | 64     | 101   |
| Norm Aubin        | St. Catharines Saints | 80 | 47  | 47     | 94    |
| Geordie Robertson | Rochester Americans   | 64 | 37  | 54     | 91    |
| Claude Verret     | Rochester Americans   | 65 | 39  | 51     | 90    |
|                   |                       |    |     |        |       |

Classifica portieri
| Giocatore        | Squadra               | PG | MGS  |  |
| ---------------- | --------------------- | -- | ---- |  |
| Brian Ford       | Fredericton Express   | 36 | 2.95 |  |
| Mike Zanier      | Moncton Alpines       | 31 | 3.30 |  |
| Mark Holden      | Nova Scotia Voyageurs | 47 | 3.35 |  |
| Phil Myre        | Rochester Americans   | 33 | 3.46 |  |
| Shawn MacKenzie  | Maine Mariners        | 34 | 3.48 |  |
| Chris Smith      | Moncton Alpines       | 39 | 3.48 |  |
| Steve Penney     | Nova Scotia Voyageurs | 27 | 3.51 |  |
| Roberto Romano   | Baltimore Skipjacks   | 31 | 3.62 |  |
| Jacques Cloutier | Rochester Americans   | 51 | 3.63 |  |
| Tim Bernhardt    | St. Catharines Saints | 42 | 3.75 |  |
|                  |                       |    |      |  |

## Playoff
|  | Primo turno | Primo turno           | Primo turno         |                     |                      | Semifinali            | Semifinali | Semifinali |  |  | Calder Cup | Calder Cup     | Calder Cup |
|  |             |                       |                     |                     |                      |                       |            |            |  |  |            |                |            |
|  | N1          | Fredericton Express   | 3                   |                     |                      |                       |            |            |  |  |            |                |            |
|  | N4          | Nova Scotia Voyageurs | 4                   |                     |                      |                       |            |            |  |  |            |                |            |
|  | N4          | Nova Scotia Voyageurs | 4                   |                     | N4                   | Nova Scotia Voyageurs | 1          |            |  |  |            |                |            |
|  |             |                       |                     |                     | N4                   | Nova Scotia Voyageurs | 1          |            |  |  |            |                |            |
|  |             | N3                    | Maine Mariners      | 4                   |                      |                       |            |            |  |  |            |                |            |
|  | N2          | N3                    | Maine Mariners      | 4                   | Adirondack Red Wings | 3                     |            |            |  |  |            |                |            |
|  | N2          |                       |                     |                     | Adirondack Red Wings | 3                     |            |            |  |  |            |                |            |
|  | N3          | Maine Mariners        | 4                   |                     |                      |                       |            |            |  |  |            |                |            |
|  |             |                       |                     |                     |                      |                       |            |            |  |  | N3         | Maine Mariners | 4          |
|  |             |                       | S2                  | Rochester Americans | 1                    |                       |            |            |  |  |            |                |            |
|  | S1          | Baltimore Skipjacks   | 4                   |                     |                      |                       |            |            |  |  |            |                |            |
|  | S4          | Springfield Indians   | 0                   |                     |                      |                       |            |            |  |  |            |                |            |
|  | S4          | Springfield Indians   | 0                   |                     | S1                   | Baltimore Skipjacks   | 2          |            |  |  |            |                |            |
|  |             |                       |                     |                     | S1                   | Baltimore Skipjacks   | 2          |            |  |  |            |                |            |
|  |             | S2                    | Rochester Americans | 4                   |                      |                       |            |            |  |  |            |                |            |
|  | S2          | S2                    | Rochester Americans | 4                   | Rochester Americans  | 4                     |            |            |  |  |            |                |            |
|  | S2          |                       |                     |                     | Rochester Americans  | 4                     |            |            |  |  |            |                |            |
|  | S3          | St. Catharines Saints | 3                   |                     |                      |                       |            |            |  |  |            |                |            |

## Premi AHL
- Calder Cup: Maine Mariners
- F. G. "Teddy" Oke Trophy: Fredericton Express
- John D. Chick Trophy: Baltimore Skipjacks
- Aldege "Baz" Bastien Memorial Award: Brian Ford (Fredericton Express)
- Dudley "Red" Garrett Memorial Award: Claude Verret (Rochester Americans)
- Eddie Shore Award: Garry Lariviere (St. Catharines Saints)
- Fred T. Hunt Memorial Award: Claude Larose (Sherbrooke Jets)
- Harry "Hap" Holmes Memorial Award: Brian Ford (Fredericton Express)
- Jack A. Butterfield Trophy: Bud Stefanski (Maine Mariners)
- John B. Sollenberger Trophy: Claude Larose (Sherbrooke Jets)
- Les Cunningham Award: Garry Lariviere (St. Catharines Saints) e Mal Davis (Rochester Americans)
- Louis A. R. Pieri Memorial Award: Gene Ubriaco (Baltimore Skipjacks)

### Vincitori
| Maine Mariners | Portieri: Steve Baker, Shawn MacKenzie, Sam St. Laurent Difensori: Jeff Bandura, Murray Brumwell, Bruce Driver, Mike Hordy, Rob Palmer, Mike Stothers, Alain Vigneault Attaccanti: Mike Antonovich, Mike Busniuk, Rich Chernomaz, Carmine Cirella, Paul Evans, Larry Floyd, Al Hill, Garry Howatt, Yvan Joly, Kevin Maxwell, Glenn Merkosky, Grant Mulvey, Roy Sommer, Bud Stefanski, Allan Stewart, Mitch Wilson Allenatore: John Paddock |

### AHL All-Star Team
First All-Star Team
- Attaccanti: Claude Larose • Murray Eaves • Mal Davis
- Difensori: Garry Lariviere • Rick Lapointe
- Portiere: Brian Ford

Second All-Star Team
- Attaccanti: Daryl Evans • Mike Kaszycki • Mark Lofthouse
- Difensori: Tom Thornbury • Greg Joly
- Portiere: Tim Bernhardt